# Hainichen
Hainichen − miasto w Niemczech, w kraju związkowym Saksonia, w okręgu administracyjnym Chemnitz, w powiecie Mittelsachsen (do 31 lipca 2008 w powiecie Mittweida). W 2009 liczyło 8 972 mieszkańców.

## Współpraca
Miejscowość partnerska:
- Dorsten, Nadrenia Północna-Westfalia